# Новосёлки (Вачский район)
Новосёлки — село в Вачском районе Нижегородской области на реке Малая Кутра, административный центр Новосельского сельсовета.

## Из истории
- В прошлом — волостное село Муромского уезда Владимирской губернии.[3]
- Село Новосёлки упоминается в писцовых книгах Муромских дворцовых волостей 1676 года, в которых значится «Государевым пашенным селом». Согласно писцовым книгам в последней четверти XVII века в Новосёлках было три деревянных церкви: храм в честь Казанской Божией Матери; храм во имя святого Православного Алексия, человека Божия; храм во имя Николая Чудотворца. Дальнейшая судьба новосёлских деревянных церквей мало известна. Грамота, данная в 1802 году на построение каменного храма упоминает только о пришедшей в ветхость деревянной церкви в честь Казанской иконы Божией Матери. О судьбе других церквей ничего неизвестно.
- В 1802—1810 годах в Новосёлках был устроен каменный храм на средства главным образом крестьянина Якова Вавилова. Для написания икон во вновь строившемся храме Вавилов выкупил у помещика д. Ишутино крепостного живописца Самарина, который в течение двух лет занимался работой. По окончании работ он был отпущен на волю.
- В XVIII и XIX веках Новосёлки было уже помещичьим селом: сначала графини Разумовской, потом графов Гудовичей.
- По средам каждую неделю в Новосёлках проходила сельская ярмарка, а раз в год 8 июля, в день Казанской Божией Матери, годовая.
- В 1868 году в Новосёлках была основана земская школа. В 1898 году в ней обучалось 69 учеников, помещение школы было удобное, но имелась потребность в учебниках и книгах.[3]
- Через Новосёлки до революции 1917 года проходил почтовый тракт. В здании волостного правления был организован почтово-телеграфный пункт, в котором находился телеграфный аппарат типа Морзе. Позже был установлен коммутатор на десять телефонных номеров. Между Новосёлками и Вачей была построена воздушная телефонная линия.[4]

## Население
| 1859 | 1897  | 1905  | 1926  | 1999  | 2002  | 2010  |
| ---- | ----- | ----- | ----- | ----- | ----- | ----- |
| 925  | ↗1158 | ↘1047 | ↗1546 | ↘1442 | ↘1272 | ↘1160 |

## Инфраструктура
В Новосёлках имеются средняя общеобразовательная школа, детский сад, библиотека, участковая больница, ветеринарный пункт. Действует Казанская церковь.
Село газифицировано,
есть телефонная связь, в селе также установлен «красный» таксофон с номером (83173) 74-390.

## Транспорт
Новосёлки стоят на автодороге Р125 Муром — Нижний Новгород. В центре села имеется поворот с этой автодороги в сторону Жайска и Яковцева. В районе перекрёстка действуют три кафе. Кроме того, есть прямая дорога в Вачу, она была отремонтирована в 2017 г.
Доехать до Новосёлок на автомобиле можно по вышеупомянутой автодороге на автомобиле или автобусом Павлово—Филинское, Павлово—Клин, Нижний Новгород—Выкса, Нижний Новгород—Кулебаки, Нижний Новгород—Навашино и др.

## Известные личности, связанные с Новосёлками
- Анисимов, Николай Иванович — Полный кавалер ордена Славы, младший лейтенант (1921—1987).
- Половинкин, Александр Иванович — Герой Советского Союза, младший лейтенант (1924—1972), учился в старших классах новосельской средней школы и в 1941-м году окончил 9 классов.[16]